# فرع مريئي من شريان معدي أيسر
تفرعات مريئية للشريان المعدي الأيسر، هي تفرعات تقوم بتزويد المريء بالدم.